# Parkeisenbahn Bernburg
| |                     |               |               |
| Streckenlänge: | 1,9 km              |               |               |
| Spurweite: | 600 mm (Schmalspur) |               |               |
| |                     |               |               |
| \| \| \| Abstellanlage \| \| \| \| 0,0 \| Rosenhag \| Rosenhag \| \| \| \| Tiergarten \| \| \| \| \| Sportforum \| \| \| \| \| Keßlerturm \| \| \| \| 1,8 \| Paradies \| Paradies \| |                     |               |               |
| Betriebs-/Güterbahnhof Streckenanfang |                     | Abstellanlage | Abstellanlage |
| Bahnhof | 0,0                 | Rosenhag      | Rosenhag      |
| Haltepunkt / Haltestelle |                     | Tiergarten    | Tiergarten    |
| Haltepunkt / Haltestelle |                     | Sportforum    | Sportforum    |
| Haltepunkt / Haltestelle |                     | Keßlerturm    | Keßlerturm    |
| Kopfbahnhof Streckenende | 1,8                 | Paradies      | Paradies      |

Die Parkeisenbahn Bernburg, offiziell Parkeisenbahn Krumbholz genannt, ist eine ehemalige Pioniereisenbahn in der sachsen-anhaltischen Stadt Bernburg (Saale), die heute von der Bernburger Freizeit GmbH als Parkeisenbahn betrieben wird.

## Infrastruktur
Die Bahn wurde parallel zur Saale in einem Park an deren nordwestlichen Ufer errichtet und zum 1. Juni 1969 eröffnet. Die 1,9 Kilometer lange Strecke ist eingleisig, hat eine Spurweite von 600 Millimetern und bedient zwei Bahnhöfe und drei Haltepunkte. Im Gegensatz zu anderen Anlagen dieser Art ist sie nicht als Rundkurs ausgelegt, sondern als lineare Strecke. Die Abstellanlage für den Zug, der von einer Diesellokomotive gezogen wird, befindet sich beim Bahnhof Rosenhag.

## Fahrzeuge
Als Fahrzeuge eingesetzt werden:
- die Schöma-Kleinlokomotive CHL 40G „Krumbholz-Liese“, Baujahr 1997 mit einem Dieselmotor der Deutz AG, der eine Leistung von 52 kW / 71 PS aufweist.
- eine Grubenlokomotive von Škoda, Baujahr 1958, die 1991/92 einen neuen Motor von Mercedes-Benz erhielt.
- fünf überdachte Drehgestell-Personenwagen zu je vier Achsen mit 20 Sitzplätzen.